# مهربان (إيران)
مهربان (بالفارسية: مهربان) هي مدينة تقع في إيران في Mehraban District. يقدر عدد سكانها بـ 6,000 نسمة .